# GYG1
GYG1 (англ. Glycogenin 1) – білок, який кодується однойменним геном, розташованим у людей на короткому плечі 3-ї хромосоми. Довжина поліпептидного ланцюга білка становить 350 амінокислот, а молекулярна маса — 39 384.
| 10         |  | 20         |  | 30         |  | 40         |  | 50         |
| ---------- |  | ---------- |  | ---------- |  | ---------- |  | ---------- |
| MTDQAFVTLT |  | TNDAYAKGAL |  | VLGSSLKQHR |  | TTRRLVVLAT |  | PQVSDSMRKV |
| LETVFDEVIM |  | VDVLDSGDSA |  | HLTLMKRPEL |  | GVTLTKLHCW |  | SLTQYSKCVF |
| MDADTLVLAN |  | IDDLFDREEL |  | SAAPDPGWPD |  | CFNSGVFVYQ |  | PSVETYNQLL |
| HLASEQGSFD |  | GGDQGILNTF |  | FSSWATTDIR |  | KHLPFIYNLS |  | SISIYSYLPA |
| FKVFGASAKV |  | VHFLGRVKPW |  | NYTYDPKTKS |  | VKSEAHDPNM |  | THPEFLILWW |
| NIFTTNVLPL |  | LQQFGLVKDT |  | CSYVNVLSDL |  | VYTLAFSCGF |  | CRKEDVSGAI |
| SHLSLGEIPA |  | MAQPFVSSEE |  | RKERWEQGQA |  | DYMGADSFDN |  | IKRKLDTYLQ |
|            |  |            |  |            |  |            |  |            |

A: Аланін

C: Цистеїн

D: Аспарагінова кислота

E: Глутамінова кислота

F: Фенілаланін

G: Гліцин

H: Гістидин

I: Ізолейцин

K: Лізин

L: Лейцин

M: Метіонін

N: Аспарагін

P: Пролін

Q: Глутамін

R: Аргінін

S: Серин

T: Треонін

V: Валін

W: Триптофан

Кодований геном білок за функціями належить до трансфераз, фосфопротеїнів. 
Задіяний у таких біологічних процесах як ацетиляція, альтернативний сплайсинг. 
Білок має сайт для зв'язування з іонами металів, іоном марганцю.